# Fribourg (kanton)
| Kanton Fribourg           |                     |
| \| Grb kantona \|         |                     |
| Položaj u Švicarskoj      |                     |
|                           |                     |
| Podaci                    |                     |
| Glavni grad               | Fribourg            |
| Pristupanje konfederaciji | 1481.               |
| Skraćenica                | FR                  |
| Stanovništvo              | 339 959 stan.       |
| Popis                     | 2023.               |
| Površina                  | 1 671 km²           |
| Gustoća                   | 203.45 stan./km²    |
| Br. općina                | 126                 |
| Jezici                    | francuski, njemački |
| Zemljovid kantona         |                     |
|                           |                     |
| Grb kantona               |                     |

Kanton Fribourg (francuski: Canton de Fribourg; njemački: Kanton Freiburg), službenog naziva Država Fribourg (francuski: État de Fribourg; njemački: Staat Freiburg), dvojezični je kanton na zapadu Švicarske. Glavni grad friburškog kantona je Fribourg.

## Zemljopis
Kanton Fribourg se nalazi u zapadnom dijelu Švicarske, na prijelaznom prostoru između bazena Ženevskog jezera i središnje Švicarske (Mittelland) te između francuskog i njemačkog govornog područja. Nalazi se između 46. et 47. stupnja sjeverne zemljopisne širine, te 6. et 7. stupnja istočne zemljopisne dužine. Susjedni kantoni su na zapadu i jugu Vaud, kanton Bern na istoku, a sa sjevera graniči s kantonom Neuchâtel s kojim djeli Neuchâtelsko jezero.
Područje kantona obuhvaća dvije od tri velike zemljopisne regije Švicarske: Švicarsku visoravan te švicarske Alpe. 88% površine kantona je namijenjeno poljoprivredi ili je pokriveno šumskim zajednicama.
Od vodnih tokova najznačajnije su rijeke Sarine, Glâne, Broye i Singine. Sve četiri velike rijeke pripadaju slivu rijeke Rajne. U povijesno-geografskoj pokrajini Gruyère na jugu kantona, nalazi se najznačajnije umjetno jezero Švicarske visoravni, Gruyèrsko jezero.
Najviša točka kantona je alpski vrh Vanil Noir koji se uzdiže na 2389m, a najniža točka je površina Neuchâtelskog jezera na 428m nadmorske visine.
S 1671 km², Fribourg je jedan od većih kantona u Švicarskoj. Administrativno je podjeljen na 7 distrikta koji, zahvaljujući zakonu o aglomeracijama iz 1997. godine, tijesno surađuju u upravljanju mjesnim zajednicama posebice na prostoru aglomeracije grada Fribourga (Veliki Fribourg). Polovina stanovništva živi na urbanom području uglavnom vezano uz gradove Fribourg (s 33 418 stanovnika) i Villars-sur-Glâne (s 10 185 stanovnika) te Bulle (s 16 272 stanovnika). Kantonu pripadaju i tri enklave unutar kantona Vaud, koje pripadaju kantonalnom distriktu Broye.

## Povijest

### Prapovijest i Antika
Najstarije organizirano naselje pronađeno na području kantona je logorište koje potječe iz vremena gornjeg paleolitika, tj. oko 13 500 godine prije Krista, a nalazi se u blizini naselja Châtel-Saint-Denis. Pronađeni su također i tragovi ljudske prisutnosti iz vremena mezolitika u mjesnim dolinama. Obale Neuchâtelskog jezera te Murtenskog jezera su mjesta sa značajnim ostacima iz vremena neolitika, brončanog doba te doba halštatske kulture. Latenska kultura ostavila je tragove na brijegu Mont Vully gdje se nalazio oppidium, jedan od onih koje spominje Gaj Julije Cezar u svojim Galskim ratovima.
Od 58. godine prije Krista, područje se nalazi pod vlašću Rima. U neposrednoj blizini nalazio se grad Aventicum, središnji grad rimske Helvecije, što je pogodovalo razvoju ovog kraja. Tijekom tog razdoblja na ovom području osnovana su mnoga rimska naselja (vici) kao i nekoliko rimskih vila, od kojih su najbolje sačuvani ostatci vile u Vallonu u distriktu Broye. Od trećeg stoljeća rimski utjecaj postupno će slabiti dolaskom alemanskih plemena.

### Srednji vijek
Ovo razdoblje između kraja rimske vlasti sve do uspostave Drugog Burgundskog Kraljevstva u sedmom stoljeću je slabo praćeno povijesnim izvorim. 888. godine nakon smrti posljednjeg potomka Karla Velikog, područje današnjeg kantona pripojeno je vlasti Burgundskog Kraljevstva te zatim Svetom Rimskom Carstvu 1032. godine. Cijeli kanton je pod vlašću biskupije Lausanne čiji biskup posjeduje izravna vladajuća prava nad jugom današnjeg kantona (Bulle, Albeuve i Riaz). Tijekom tog 11. stoljeća pojavljuju se prvi spomeni gospodara od Glâne, te Gruyèrske grofovije (1085. godine).
Godine 1127., burgundski grof, Vilim III. (Dijete), sin Vilima II. i Janje od kuće Zähringen, ubijen je u samostanu Payerne. Stoga je ujak ubijenog grofa, Konrad Zaehringen, zahtijevao nasljedstvo Burgundske grofovije. Car Lotar III. Saksonac, prihvatio je njegove zahtjeve i imenovao ga upraviteljem Burgundije. Ipak Konrad i njegov sin Berthol IV. morat će se suočiti s protivljenjima koje će dolaziti od ženevskih grofova da bi im na koncu vlast nad Burgundskom grofovijom izmakla iz ruku. Berthold IV. ipak i dalje nastoji kontrolirati istok Jurskih planina i u svrhu tog cilja osnovat će nekoliko gradova na švicarskoj visoravni među kojima je i grad Fribourg.
U 13. stoljeću, česti ratovi Zaehringenskog vojvode sa susjednim vladarima opustošit će južne krajeve današnjeg kantona. Smrću Bertholda V. 1218. godine posjedi obitelji Zaehringen prelaze u ruke obitelji Kibourg. To 13. stoljeće je stoljeće mnogih ratova između više mjesnih vladara. S vremenom će grad Fribourg izmaknuti vlasti svojih gospodara (Kiburzi, Habzburzi, Savoje) te će uspostaviti svoju vlast nad nekoliko okolnih gradova i naselja. Tijekom Burgundskih ratova, Fribourg, Gruyèrska grofovija te posjedi lausannskog biskupa saveznici su Švicarske Konfederacije. Stoga će se 1481. godine grad Fribourg pridružiti Konfederaciji kao jedan od kantona, zahvaljujući utjecaju Nikole iz Flüe.

### Novi vijek
Kao novopridošli kanton u Švicarskoj Konfederaciji Fribourg će se u trenutku protestantske reforme odlučiti za zadržavanja katoličke vjere. Stoga će 1524. kantonalna vlast obvezati svoje stanovništvo na ispovijedanje katoličke vjere zahtijevajući one koji nisu spremni ispovijedati je da napuste kanton. Ipak značajnje tradicionalne veze s Bernom i Ženevom koji će prihvatiti protestantsku reformu su se nastavile. Kako je vlast svojskih vladara u zemlji Vaud počela slabjeti, kanton Bern krenuo je u oružano osvajanje tog područja istočno od kantona Fribourg. Fribourg će iskoristiti taj rat da bi od Vaudske zemlje preuzeo vlast nad gradićima Romont, Attalens, Bulle et Châtel-Saint-Denis stvorivši od njih oblasti pod vlašću delegata koji su vladali u ime kantonalne vlasti. 1555. godine Fribourg će također preuzeti vlast nad jugom Gruyèrske grofovije. Na taj način će se krajem 16. stoljeća kanton Fribourg formirati u svojim granicama koje su većim dijelom ostale do danas.
Budući da se Fribourg našao okružen protestantskim zemljama i stanovništvom vlast kantona nastojala je ojačati ovaj katolički kanton razvijajući tiskarsku industriju te obrazovni sektor. Ovaj pokret je na poseban način zadobio zamah dolaskom isusovca Petra Kanizija 1580. godine. Prvi vlasnik jedne tiskarske industrije u Fribourgu bio je Abraham Gemperlin.
Sve do 1789. Fribourg je u potpunosti bio okružen moćnim kantonom Bern što je usmjerilo mjesnu vlast da na sve moguće načine izbjegne bernsku invaziju, te je stoga Fribourg često potpisivao saveze s moćnim europskim katolički zemljama, posebice s Francuskom.
Glede oblika vlasti, sve od 16. stoljeća u kantonu će prevladati patricijski sustav. 1542. stvoren je Vijeće s deset članova od čega su četiri tradicionalne stjegonoše grada Fribourga. 1627. godine članovi Vijeća koji su bili građani po staležu (buržuji) smatraju da su jedino oni podobni za izbor u vijeće, a od 1684. pristup građanskom staležu je ograničen. S vremenom broj gospodskih obitelji, patricija, ne prestaje opadati. Patricijska vlast nastojat će tijekom 17. i 18. stoljeća centralizirati i racionalizirati kantonalnu upravu, uz velike otpore. Pierre-Nicolas Chenaux započeo je stoga 1781. godine ustanak uz potporu gruyèrskih i singinških seljaka koji su bili nezadovolji s prosvjetiteljskim idejama vladajućih patricija. No ustanak je skršen, a Chenaux ubijen i postumno osuđen na protjerivanje iz javne uspomene (odluka koja je povučena 1848. godine).
Tijekom ovog razdoblja ekonomija kantona snažno je obilježena primarnim sektorom. U predalspkim predjelima razvija se snažna industrija sira što će dovesti do nastanka moćnih proizvođača sira posebice u krajevima Charmey i Grandvillard. Prisutna je i snažna trgovačka djelotanost. Unatoč tome, brojno stanovništo kantona se odlučilo na iseljavanje u tom razdoblju tražeći blagostanje u drugim kantonima i u Francuskoj, posebice zapošljavajući se u vojnim službama.

### 19. stoljeće
2. ožujka 1798. francuske revolucionarne trupe ulaze u grad Fribourg što označava kraj starog sustava vlasti svega tri dana prije urušavanja tog sustava u susjednom kantonu Bern. U početku je kanton podjeljen na dva nova kantona Sarine i Broye, ali nakon uspostave Napoleonove Helvetske Republike kanton Fribourg će biti veći nego ikad u svojoj povijesti. Nakon što je zbog neuspijeha Helvetske Republike uspostavljen novi ustav 1803. godine nove granice kantona bit će uspostavljen te će ostati nepromijenjene do danas. Budući da je uživao Napoleonovu naklonost Fribourg će (uz Bern, Zürich, Luzern, Basel i Solothurn) biti jedan od kantona koji će upravljati Švicarskom Konfederacijom. Bio je prvi koji je dobio te ovlasti 1803. godine. Fribourški napoleonski namjesnik, Louis d'Affry, bio je predsjednik federalne vlade. Taj ustav iz 1803. donijet će povratak vlasti gradske aristokracije posebice uspostavom prava glasovanja samo za najbogatije članove društva.
10. siječnja 1814. Veliko vijeće odbacuje ustav iz 1803., te četiri mjeseca poslije, 10. svibnja 1814. ponovno je uspostavljena vlast patricija. Ovaj restauracijsko-reakcionarski potez potvrđen je pozivom na povratak isusovaca 1818. godine. Nakon Druge francuske revolucije iz 1830. godine, fribourški seljaci izvršit će pritisak na Veliko vijeće Fribourga, nakon čega je ukinut patricijski sustav te je stoga uspostavljen liberalni režim. Unatoč tome nakon izbora iz 1834. i 1837. godine, konzervativci će uz pomoć svećenstva osvojiti vlast. 1847. Fribourg pristupa savezu Sonderbund koji okuplja katoličke konzervativne kantone Švicarske. Trzavice između tog saveza i federalne vlade dovest će do građanskog rata 1847. godine u kojem će Sonderbund izgubiti pred federalnom vojskom što će dovesti do stvaranja moderne Švicarske na federalnim principima s jačom centralnom vlasti.
1848. vlast će preuzeti liberalni radikali sa snažnim antiklerikalnim nastupima. Organizacijom kantona u 7 distrikta nastojat će ograničiti utjecaj svećenstva. Ali vlast liberala neće trajati dugo. Već 1856. godine konzervativci preuzimaju vlast te iz ustava brišu članke koji su bili usmjereni protiv Katoličke Crkve. Nova konzervativna vlast oslanja se na novinski list La Liberté (Sloboda) te brojne katoličke udruge. 1886. vlast preuzima Georges Python koji će svojom potporom snažnom industrijskom razvoju te zastupanje katoličkih vrijednost uspostaviti takozvanu "Kršćansku republiku." Ovo razdoblje označava moderniziranje kantona, posebice uspostavljanjem javnih društava poput Društva za vode i šume (EEF), Državne banke, Kantonalne bolnice, katoličke međunarodne škole za sestrinstvo, te naposljetku uspostavljanjem Sveučilišta u Fribourgu 1889. godine

### Suvremeno doba
Tijekom Prvog svjetskog rata, iako Švicarska ostaje neutralna, ovaj dvojezični kanton je podjeljen između potpore Centralnim silama i silama Antante. Međuratni period bilježi brojne ekonomske krize na području kantona. Od 1950. godine vlast kantona svjesna da je mjesna ekonomija u zaostatku, započinje brojne građevinske pothvate poput modernizacije cestovne mreže te izgradnjom brana za proizvodnju električne energije. Brojne nove industrije privlače se pogodnijom poreznom politikom. Udio poljoprivrede u ekonomiji s 47% u 1920. godine spada na 18% 1970. godine, a sekundarni sektor bilježi rast (s 28% na 46%) kao i tercijarni (s 25% na 36%). S vremenom dominacija konzervativnih stranaka zamijenjena je kompromisnom politikom suradnjom konzervativaca sa starim neprijateljima liberalnim radikalima kao i sa socijalistima. Prolaskom autoceste A12 kroz središte kantona 1981., kanton je sačuvan od ekonomske krize 1980tih godina. 2004. godine kanton je prihvatio novi ustav.

## Politika i uprava

### Upravna podjela

#### Distrikti
Kanton je podjeljen na 7 distrikta.
| Grb | Distrikt | Sjedište           | Službeni jezik     | Stanovništvo (2023.) | Površina km2 | Gustoća naseljenosti st./km2 |
| --- | -------- | ------------------ | ------------------ | -------------------- | ------------ | ---------------------------- |
|     | Broye    | Estavayer-le-Lac   | francuski          | 35 747               | 173.7        | 205.79                       |
|     | Glâne    | Romont             | francuski          | 26 513               | 168.73       | 157.13                       |
|     | Gruyère  | Bulle              | francuski          | 60 858               | 489.37       | 124.35                       |
|     | Lac/See  | Morat              | njemački francuski | 39 215               | 144.91       | 270.62                       |
|     | Sarine   | Fribourg           | francuski          | 110 625              | 217.65       | 508.27                       |
|     | Sense    | Tafers             | njemački           | 45 933               | 265.22       | 173.19                       |
|     | Veveyse  | Châtel-Saint-Denis | francuski          | 21 068               | 134.23       | 156.95                       |

#### Općine
Kanton broji 126 općina. Najveća površinom s 112.15 km2 je Val-de-Charmey, a najmanja Meyriez s 0.34 km2. Deset općina s najviše stanovnika su:
1. Fribourg – 37 653
2. Bulle – 25 722
3. Villars-sur-Glâne – 12 328
4. Estavayer – 10 133
5. Murten – 9 414
6. Düdingen – 8 793
7. Marly – 8 596
8. Châtel-Saint-Denis – 8 163
9. Gibloux – 7 934
10. Tafers – 7 805.

Od početka 21. stoljeća broj općina se drastično smanjio. Više od 250 pojedinačnih općina su proveli dobrovoljno spajanje.
Šuma Galm, kao i površine Neuchâtelskog, Murtenskog i Gruyèrskog jezera su neinkorporirana područja koja ne pripadaju nijednoj općini već su pod izravnom jurisdikcijom kantona.

### Politički sustav
Kantonalni ustav određuje politički sustav kao izravnu i parlamentarnu demokraciju s trodiobom vlasti. 
Vrhovni autoritet kantona je Veliko vijeće, uz iznimku izravnog odlučivanja građana. Sastoji se od 110 zastupnika i predstavlja zakonodavnu vlast kantona.
Izvršnu vlast vrši Državno vijeće koje se sastoji od 7 članova izabranih izravno od građana. Veliko vijeće bira predsjednika Državnog vijeća na mandat od jedne godine.
Vrhovno sudsko tijelo je Kantonalni sud, čijeg predsjednika bira Veliko vijeće na jednogodišnji mandat.

## Stanovništvo
U rujnu 2023. godine broj stanovnika u kantonu procjenjuje se na 339 959, od čega 83 237 su bili stranci. 334 465 stanovnika smatra se stalnim stanovništvom.

### Jezik
Kanton Fribourg (Freiburg) je dvojezični kanton s dva službena jezika: francuski i njemački. Prema službenoj anketi iz 2016. godine u kojoj su ispitanici trebali izraziti koji od jezika smatraju svojim primarnim jezicima (do tri jezika moguća) 68.4% se izjasnilo za francuski, 26.2% za njemački, 2.3% za talijanski, 2.9% za engleski te 17.8% za ostale jezike.
Germanofoni stanovnici kantona govore dijalekte švicarskog njemačkog, ali u pisanju koristi se standardni njemački jezik koji se također uči u školama, te koristi u službenim poslovima. Na prostoru fribourškog Donjeg grada razvila se mješavina francuskog te mjesnog njemačkog dijalekta, patois zvan Bolze. Fribourški patois dijelom su dijalekata koji proizlaze iz frankoprovansalskog jezika. Uglavnom se govore u seoskim područjima i uglavnom među starijim stanovništvom.

### Vjeroispovijest
Postotak stanovnika koji se izjašnjavaju pripadnicima religijskih zajednica u fribourškom kantonu bilježi porast u nekoliko zadnjih desetljeća, ponajviše zahvaljujući snažnom povijesnom utjecaju Katoličke Crkve, kao i brojnim useljenicima iz katoličkih zemalja europskog juga. 2011. godine, 213 548 (75.02%) stanovnika pripadalo je Katoličkoj Crkvi, 41 466 (14.57%) protestantskim Crkvama i zajednicama, 56 410 (19.8%) stanovnika pripada ili drugim religijama ili se izjašnjava nereligioznim.

## Prometna infrastruktura
Budući da predstavlja nezaobilaznu poveznicu između dva značajna dijela Švicarske, na prostoru kantona nalazi se značajna cestovna i željeznička struktura koja predstavlja most između te dvije regije.
Najznačajnija željeznička linija je linija Švicarskih federalnih željeznica kojom prometuju vlakovi Intercity i InteRegio povezujući Ženevu i Lausanne na zapadu s Bernom, Zurichom te sa St. Gallenom i Luzernom na zapadu zemlje. Svi vlakovi koji prolaze tom linijom zaustavljaju se i u Fribourgu, a vlakovi InterRegio zaustavljaju se i u gradiću Romont.
Prisutna je i regionalna željeznička infrastruktura (RER Fribourg | Freiburg ) koju koriste i Federalne željeznice kao i Fribourški javni prijevoz (TPF). Fribourški javni prijevoz (TPF) nadopunjuje željezničku infrastrukturu s 59 mjesnih autobusnih linija.
Prostorom kantona prolaze i dva velika cestovna pravca: Autocesta A1 (Ženeva-Lausanne-Bern-Zurich-Sankt Margrethen) prolazi sjevernim rubom kantona, a autocesta A12 (Vevey-Fribourg-Berne) koja prolazi sredinom kantona i u samoj blizini grada Fribourga povezuje gradove središnje Švicarske s alpskim prijelazima prema Italiji u kantonu Valais.

## Vanjske poveznice
- Službena stranica na francuskom i njemačkom